# Droit d'auteur des œuvres architecturales en France
Le Code de la propriété intellectuelle (articles L.112-3 et L.122-3, alinéa 3) accorde aux œuvres architecturales la protection du droit d'auteur dès lors qu'elles sont originales. Ses modalités sont réglées par le droit commun du droit d'auteur, par le contrat d'architecte (CCAG), par les usages et la déontologie de la profession.

## Nature des œuvres protégées
Le Code de la propriété intellectuelle (CPI) à l'article L.112-2, 7º mentionne expressément les œuvres d'architecture comme pouvant être protégées par le droit d'auteur en même temps que les œuvres de dessin, de peinture, de sculpture, de gravure et de lithographie ; elles sont également visées à l'article L.122-3, alinéa 3. À l'instar de toutes les autres œuvres de l'esprit, la protection du droit d'auteur leur est accordée dès lors que l'œuvre est originale, c'est-à-dire qu'elle porte l'empreinte de la personnalité de son auteur.  N'entre pas en considération la qualification ou non d'architecte, telle qu'elle est définie aux articles 10 et 11 de la loi du 3 janvier 1977 sur l'architecture : la protection du droit d'auteur peut également profiter aux œuvres d'ingénieurs ou d'urbanistes. Inversement, être architecte diplômé par le gouvernement (DPLG) ou architecte diplômé de l'École spéciale d'architecture (DESA) ne suffit pas à ce que son œuvre soit considérée comme protégée.
Comme pour les autres œuvres de l'esprit, l'originalité est appréciée par le juge pour chaque espèce. La jurisprudence conduit à exiger pour l'œuvre protégée « un caractère artistique certain » et le fait qu'elle n'appartienne pas à une série, et inversement à rejeter une architecture jugée banale. La protection s'applique également à l'architecture marine et à l'architecture d'intérieur. 
La protection s'applique aux œuvres elles-mêmes, mais aussi aux « plans, croquis et ouvrages plastiques », expressément cités par l'article L.112-2, 12º du CPI, pour eux-mêmes en tant qu'œuvre graphique ou au titre de la construction qu'ils préfigurent ou représentent.

## Droit moral
Le droit moral comporte quatre volets : le droit à la paternité, le droit de repentir et de retrait, le droit de divulgation et le droit au respect de l'œuvre.
L'auteur d'une œuvre architecturale qui peut être protégée a le droit d'exiger la mention de son nom sur le bâtiment, sur la photographie de celui-ci et sur les reproductions des plans. Ce droit est en pratique assez peu revendiqué.
L'article L.121-2 du CPI dispose que « l'auteur a seul le droit de divulguer son œuvre », c'est-à-dire de la présenter au public. Il peut s'appliquer aux plans et maquettes, mais cesse d'opérer en pratique quand le bâtiment est construit.
Le droit de repentir et de retrait, consacré par l'article L.121-4 du CPI, permet à l'auteur de retirer l'œuvre de la circulation ou de la modifier après qu'elle a été divulguée ; là encore, il est délicat à exercer compte tenu des particularités de l'œuvre architecturale.
Le droit de modifier un édifice met en conflit le droit de propriété du maître de l'ouvrage qui comporte le droit d'aménager et d'adapter l'édifice qu'il habite, et le droit moral de l'architecte qui exige le respect de l'œuvre.

## Droits patrimoniaux
Sauf mention spéciale lorsqu'il s'agit d'un modèle destiné à être construit en série, les contrats d'architectes donnent droit à l'utilisation des plans pour la construction d'un seul exemplaire de l'édifice. Le Code des devoirs professionnels des architectes interdit le plagiat entre architectes. Cette protection est conditionnée au fait que les bâtiments, éléments de décor ou de construction reproduits, soient originaux par leur forme ou leur dispositif. 
Interprétant la reproduction photographique des édifices dont ils sont les auteurs comme une contrefaçon, certains architectes interdisent qu'on publie des photographies ou des dessins des bâtiments construits sans leur autorisation, et exigeraient des droits d’auteur. Comme ils sont peu nombreux, sans être exhaustifs, on peut en établir une liste.
Pour les autres architectes, seule la reproduction physique de leurs bâtiments ou de leurs plans est une contrefaçon, sans qu'il soit besoin pour eux d'en déposer le modèle. 
Dans tous les cas, la reproduction de photographie des œuvres d'art ou de dessins est soumise aux règles du droit d'auteur.

### Éléments de jurisprudence
Les cas d'architectes qui ont perçu des droits d'auteurs sur des photographies d'immeubles sont peu nombreux en France.

#### Architectes ayant intenté une action contre des auteurs de photos
- Jean Saubot, Eugène Beaudouin, Urbain Cassan et Louis Hoym de Marien, architectes de la tour Montparnasse, déboutés contre les auteurs d'une carte postale[13], en raison de l'existence d'une liberté de panorama en France lorsque l'œuvre n'est pas photographiée isolément et n'est qu'un élément secondaire de l'image.

#### Sculpteurs ayant des œuvres dans l'espace public
- Daniel Buren, débouté contre un auteur de cartes postales, la représentation de l'œuvre litigieuse ayant été jugée accessoire au sujet traité[14].